# تولید قهوه در پاپوآ گینه نو

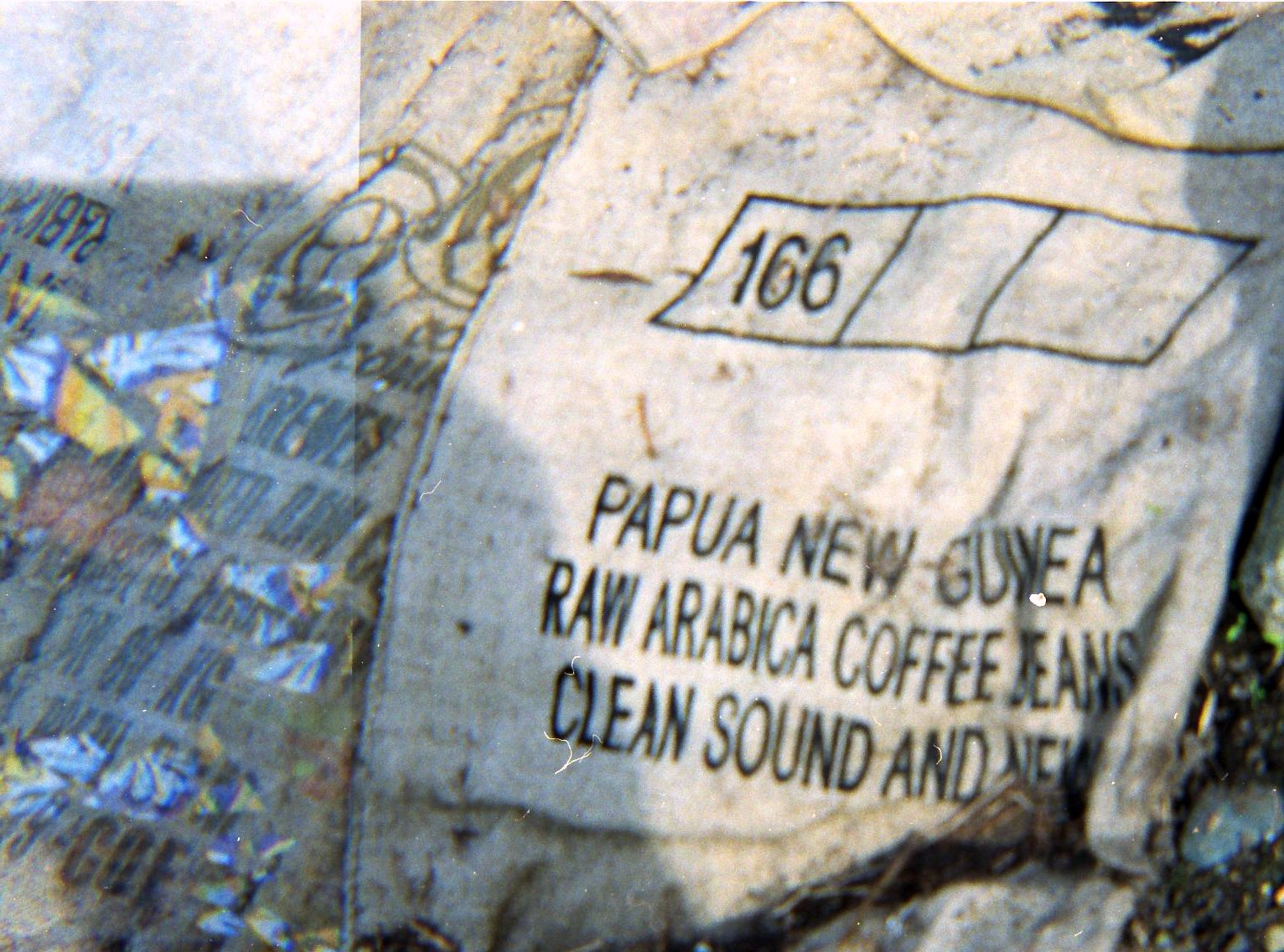
دانه‌های قهوه خام عربیکا پاپوآ گینه نو

تولید قهوه در پاپوآ گینه نو (انگلیسی: Coffee production in Papua New Guinea) رتبه دوم صادرات محصولات کشاورزی در این کشور را در اختیار دارد و حدود ۲٫۵ میلیون نفر از مردم در ارتباط با آن، به کار اشتغال دارند. طبق گزارش کنفرانس تجارت و توسعه سازمان ملل، میزان تولید قهوه در این کشور به‌طور تقریبی ۱ درصد از مجموع تولید قهوه در دنیا را به خود اختصاص داده است.
قهوه بیشترین درآمد ارزی را برای پاپوآ گینه نو به ارمغان می‌آورد، این محصول به‌طور عمده در استان ارتفاعات شرقی و سیمبو پرورش می‌یابد.